# Rachel Wriothesley
Lady Rachel Wriothesley (Titchfield, 1636 – Bloomsbury, 29 settembre 1723) è stata una nobildonna inglese.

## Biografia
Era la seconda figlia e co-erede di Thomas Wriothesley, IV conte di Southampton, e della sua prima moglie, Rachel de Massue, figlia di Daniel de Massue, Seigneur de Ruvigny e Madeleine de Pinot des Fontaines. Lady Rachel ha ricevuto una educazione religiosa, e rimase per tutta la vita, un membro devoto della Chiesa d'Inghilterra.

## Matrimoni

### Primo Matrimonio
Sposò, nel 1653, Francis Vaughan, Lord Vaughan, figlio di Richard Vaughan, II conte di Carbery e Frances Altham. Ebbero un figlio:
- figlio (1655)

Dopo il loro matrimonio, andò a vivere con il suocero a Golden Grove, a Carmarthen, nel Galles. È rimasta vedova nel 1667, nello stesso anno in cui morì il padre. Lei e sua sorella maggiore, Elizabeth, viscontessa Campden, ereditarono la sua intera proprietà.

### Secondo Matrimonio
Sposò, il 31 luglio 1669, William Russell. Ebbero tre figli:
- Lady Rachel Russell (gennaio 1674-28 dicembre 1725), sposò William Cavendish, II duca di Devonshire, ebbero cinque figli;
- Lady Catherine Russell (23 agosto 1676-30 ottobre 1711), sposò John Manners, II duca di Rutland, ebbero nove figli;
- Wriothesley Russell, II duca di Bedford (1º novembre 1680-26 maggio 1711).

Nel 1683, Lord Russell era uno dei cospiratori della Rye House Plot, che era un piano per tendere un'imboscata a Carlo II e a suo fratello, Giacomo, duca di York, sulla via del ritorno a Londra dalle Newmarket Racecourse. La trama è stato comunicato al governo. Lord Russell, a differenza dei suoi co-cospiratori, si rifiutò di fuggire nei Paesi Bassi. Il 26 giugno 1683, è stato imprigionato alla Torre di Londra, e poco dopo, processato e condannato per tradimento.

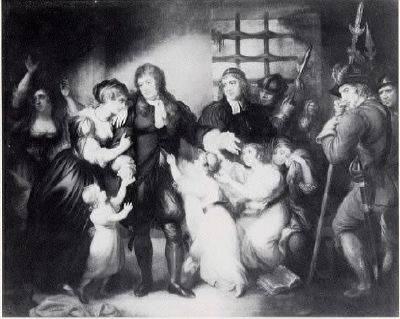
Dipinto del XIX secolo raffigurante Rachel e i suoi bambini in visita al marito, lord Russell, nella Torre di Londra, qualche tempo prima della sua esecuzione.

Lady Russell aveva agito come sua segretaria durante il processo in cui è stato condannato a morte per decapitazione. Dopo la sua condanna, lady Russell lavorò diligentemente per salvare la vita di suo marito, aiutata da suo suocero, il conte di Bedford, che offrì una somma tra £ 50.000 a £ 100.000 per il perdono a suo figlio. Lady Russell addirittura si gettò ai piedi del re, implorando di concedergli la grazia a suo marito, ma il re era insensibile alle sue suppliche e si rifiutò di abrogare la pena di morte.
Il giorno prima dell'esecuzione del marito, lady Russell lo visitò alla Torre e si abbracciarono un'ultima volta. La mattina seguente, il 21 luglio 1683, è stato decapitato a Lincoln's Inn Fields. Alcuni giorni dopo, scrisse al re una lettera.

## Morte
Lady Russell morì a Southampton House, Bloomsbury, a Londra, il 29 settembre 1723, l'anniversario della nascita di suo marito, all'età di 87 anni. Fu sepolta accanto a suo marito nella Cappella Bedford presso la Chiesa Parrocchiale di Chenies, nel Buckinghamshire.

## Ascendenza
|                                             |                                                 |                                                | Genitori                                              |  |  | Nonni |  |  | Bisnonni                                   |  |  | Trisnonni                                  |  |
|                                             |                                                 |                                                |                                                       |  |  |       |  |  | Henry Wriothesley, II conte di Southampton |  |  | Thomas Wriothesley, I conte di Southampton |  |
|                                             |                                                 |                                                |                                                       |  |  |       |  |  | Henry Wriothesley, II conte di Southampton |  |  | Thomas Wriothesley, I conte di Southampton |  |
|                                             |                                                 | Jane Cheney                                    |                                                       |  |  |       |  |  | Henry Wriothesley, II conte di Southampton |  |  |                                            |  |
| Henry Wriothesley, III conte di Southampton |                                                 |                                                |                                                       |  |  |       |  |  | Henry Wriothesley, II conte di Southampton |  |  |                                            |  |
|                                             |                                                 | Mary Browne                                    | Anthony Browne, I visconte Montagu                    |  |  |       |  |  |                                            |  |  |                                            |  |
|                                             |                                                 | Mary Browne                                    | Anthony Browne, I visconte Montagu                    |  |  |       |  |  |                                            |  |  |                                            |  |
|                                             |                                                 | Mary Browne                                    | Jane Radcliffe                                        |  |  |       |  |  |                                            |  |  |                                            |  |
| Thomas Wriothesley, IV conte di Southampton |                                                 | Mary Browne                                    |                                                       |  |  |       |  |  |                                            |  |  |                                            |  |
|                                             |                                                 | John Vernon                                    | George Vernon                                         |  |  |       |  |  |                                            |  |  |                                            |  |
|                                             |                                                 | John Vernon                                    | George Vernon                                         |  |  |       |  |  |                                            |  |  |                                            |  |
|                                             |                                                 | John Vernon                                    | Elizabeth Pigot                                       |  |  |       |  |  |                                            |  |  |                                            |  |
| Elizabeth Vernon                            |                                                 | John Vernon                                    |                                                       |  |  |       |  |  |                                            |  |  |                                            |  |
|                                             |                                                 | Elizabeth Devereux                             | Richard Devereux                                      |  |  |       |  |  |                                            |  |  |                                            |  |
|                                             |                                                 | Elizabeth Devereux                             | Richard Devereux                                      |  |  |       |  |  |                                            |  |  |                                            |  |
|                                             |                                                 | Elizabeth Devereux                             | Dorothea Hastings                                     |  |  |       |  |  |                                            |  |  |                                            |  |
| Rachel Wriothesley                          |                                                 | Elizabeth Devereux                             |                                                       |  |  |       |  |  |                                            |  |  |                                            |  |
|                                             | Nicholas Massue, signore di St.Aubin en Rivière | Thierry Massue, signore di St.Aubin en Rivière |                                                       |  |  |       |  |  |                                            |  |  |                                            |  |
|                                             | Nicholas Massue, signore di St.Aubin en Rivière | Thierry Massue, signore di St.Aubin en Rivière |                                                       |  |  |       |  |  |                                            |  |  |                                            |  |
|                                             | Nicholas Massue, signore di St.Aubin en Rivière | Pérone de Bellangreville                       |                                                       |  |  |       |  |  |                                            |  |  |                                            |  |
| Daniel de Massue, signore di Rouvigny       | Nicholas Massue, signore di St.Aubin en Rivière |                                                |                                                       |  |  |       |  |  |                                            |  |  |                                            |  |
|                                             |                                                 | Hélène d'Ailly de Pierrepont                   | Antoine d'Ailly, signore di Pierrepont e della Mairie |  |  |       |  |  |                                            |  |  |                                            |  |
|                                             |                                                 | Hélène d'Ailly de Pierrepont                   | Antoine d'Ailly, signore di Pierrepont e della Mairie |  |  |       |  |  |                                            |  |  |                                            |  |
|                                             |                                                 | Hélène d'Ailly de Pierrepont                   | Charlotte de Famechon                                 |  |  |       |  |  |                                            |  |  |                                            |  |
| Rachel de Massue de Rouvigny                |                                                 | Hélène d'Ailly de Pierrepont                   |                                                       |  |  |       |  |  |                                            |  |  |                                            |  |
|                                             |                                                 | …                                              | …                                                     |  |  |       |  |  |                                            |  |  |                                            |  |
|                                             |                                                 | …                                              | …                                                     |  |  |       |  |  |                                            |  |  |                                            |  |
|                                             |                                                 | …                                              | …                                                     |  |  |       |  |  |                                            |  |  |                                            |  |
| Madeleine de Pinot des Fontaines            |                                                 | …                                              |                                                       |  |  |       |  |  |                                            |  |  |                                            |  |
|                                             |                                                 | …                                              | …                                                     |  |  |       |  |  |                                            |  |  |                                            |  |
|                                             |                                                 | …                                              | …                                                     |  |  |       |  |  |                                            |  |  |                                            |  |
|                                             |                                                 | …                                              | …                                                     |  |  |       |  |  |                                            |  |  |                                            |  |
|                                             |                                                 | …                                              |                                                       |  |  |       |  |  |                                            |  |  |                                            |  |